# Олифф, Стив
Стив Олифф (англ. Steve Oliff, род. 20 февраля 1954) — американский сценарист и колорист, работающий в индустрии комиксов с 1978 года.

## Биография
Карьера Стива в качестве колориста начинается с работы, предложенной ему издателем Байроном Прейссом. Стив познакомился с Байроном на одном из конвентов, и Прейсс предложил ему заняться раскраской комикса по произведению «Джек из Тени» Роджера Желязны для сборника «The Illustrated Roger Zelazny». Далее последовали еще работы с издательством Прейсса, в том числе над графическими новеллами Говарда Чайкина. Вскоре, Стив получает первую работу в Marvel Comics, колорировать первую историю о «Лунном рыцаре» Билла Синкевича в журнале «The Rampaging Hulk».

### Olyoptics и Akira
Компания Olyoptics, созданная Стивом, первой начала использовать компьютер для увеличения производительности и качества работы. В 1987 году Олифф был назначен главным колористом в проекте Marvel Comics по переводу и публикации японской манги «Akira». Стив сумел убедить руководство Marvel, что наступило время использовать компьютер в изготовлении комиксов. После успешной публикации «Akira» в 1988 году, практика раскраски комиксов с использованием компьютера становится повсеместной.

### Сценарист
Кроме работы колористом в нескольких компаниях, Стив занимается созданием собственных комиксов. По его сценариям выпущены уже два тома: «Armature» и «Armature: Darkpark and Lightworld». В настоящее время он работает над третьим томом. Главный герой серии, Armature, впервые появляется в 14-м выпуске журнала «The Maxx» в 4-страничной истории. C 2003 года и по сей день Armature выпускается в виде стрипа в еженедельной газете Олиффа «Independent Coast Observer».
В 2005 году Стив, совместно с Чери Карлстейдт (англ. Cheri Carlstedt) работает над книгой «The Early Days of Point Arena: A Pictorial History of the City and Township» об истории его родного города Пойнт Арена. Кроме того, Олифф редактирует бюллетени общества «Mendocino County Historical Society».

## Награды
«Лучший колорист» премия Айснера: 1992, 1993 и 1994.
«Лучший колорист» премия Харви: 1990, 1991, 1992, 1994 и 1995.